# ルイージ・マルティナーレ
ルイージ・マルティナーレ（Luigi Martinale、1963年 - ）は、イタリアのジャズ・ピアニスト。ピエモンテ州トリノ出身。

## 略歴
トリノ音楽院にてクラシック音楽を学んだ後、ミラノのジュゼッペ・ヴェルディ音楽院にてエンリコ・ピエラヌンツィ、フランコ・ダンドレーアらにジャズを学ぶ。本人自らピエラヌンツィから大きく作曲の影響を受けたというように、テーマ展開を繰り返してソロを乗せるというような大味に終わることなく、高い和声技法に基づいた美しいメロディ・ライン、完成度の高いオリジナル曲をその特徴とする。
1997年に、当時まだ24歳だった同郷のファブリッツィオ・ボッソ（トランペット奏者）を起用して良質のクァルテット録音を残したことでも知られる。

## ディスコグラフィ

### アルバム
- Eyes and Stripes (2000年、DDQ/Soul Note) ※with ファブリッツィオ・ボッソ
- Sweet Marta (2001年、DDQ/Soul Note)
- Urka (2003年、DDQ/Soul Note) ※with ファブリッツィオ・ボッソ
- Stella -  (2004年、DDQ/Soul Note)
- 『シンプル・メモリー』 - Simple Memory (2004年、GTPro)
- 『カルーゾ』 - Caruso (2006年、GTPro)
- 『レ・スーエ・アーリ』 - Le sue ali (2009年、albóre jazz)